# قادة بن ياسين عبد الهادي
قادة بن ياسين عبد الهادي مواليد 5 أغسطس 1990 في تلمسان، هو لاعب كرة قدم جزائري يلعب مع وداد تلمسان كمدافع. مثّل منتخب الجزائر لكرة القدم فئة الشباب.

## المسيرة الاحترافية

### أندية لعب لها
- وداد تلمسان
- اتحاد بلعباس
- غالي معسكر

## روابط خارجية
- قادة بن ياسين عبد الهادي على موقع قاعدة بيانات كرة القدم.إي يو (الإنجليزية)
- قادة بن ياسين عبد الهادي على موقع Soccerway.com (الإنجليزية)